# 강한문
강한문(姜漢文, ?~?)은 대한민국의 독립운동가이다. 1919년 4월 4일의 남해읍 장날을 이용하여 전개한 독립만세운동에 참여하였다.

## 개요
1919년 4월 4일의 남해읍 장날을 이용하여 전개한 독립만세운동에 참여하였다. 이곳은 이예모(李禮模)·정순조(鄭順祚)·정학순(鄭學淳)·정몽호(鄭夢虎)·윤주순(尹柱舜) 등의 주동으로 4월 3일 이웃 설천면 남양리(雪川面南陽里)에서 독립만세운동이 전개되었기 때문에 주민들의 사기는 어느 때보다도 높았다. 이날의 독립만세운동은 날도 저물고 고현면장(古縣面長) 김치관(金致寬)의 밀고도 있고 하여, 남해읍까지의 시위행진을 중도에 포기하고, 명일의 남해읍 장날을 이용하여 재거사를 하기로 약속하고 일단 해산하였다.
4월 4일 그는 이 계획을 알고, 아침 일찍 장꾼으로 가장하여 남해읍 장터로 나아갔다. 장꾼이 1천여명으로 늘어난 오후 3시경, 전날의 만세시위에 참여했던 시위군중은 약속된 신호에 따라 가슴에 숨겨 온 태극기를 꺼내 들고 일제히 독립만세를 외쳤다. 그는 시위군중과 함께 군청·우체국·학교·주재소에 뛰어들어 관리들을 끌어내어 독립만세를 외치게 하고, 경찰간부의 모자와 대검을 빼앗아 내동댕이쳤다.
주재소의 경찰들이 어쩔 줄 몰라 하자, 김치관은 다시 경찰 경비전화를 이용하여 사천(泗川)경찰서에 응원(應援) 요청을 하였다. 그는 이 사실도 모르고 날이 저물어 자진 해산하려 하다가, 김치관의 이같은 소행을 듣고 고현면 이어리(伊於里)에 있는 김치관의 집을 파괴한 후 해산하였다. 그러나 그후 일제의 검속으로 체포되었으며, 이해 8월 27일 부산(釜山)지방법원 진주(晋州)지청에서 소위 소요 및 보안법 위반 혐의로 징역 2년형을 받고 옥고를 치렀다.
정부에서는 고인의 공훈을 기리어 1990년에 건국훈장 애족장(1982년 대통령표창)을 추서하였다.

## 관련 자료
註·판결문(1919. 8. 27 부산지방법원진주지청)
·고등경찰관계적록(경남경찰부) 19면
·3·1운동실록(이용락) 700∼703면
·독립운동사(국가보훈처) 3권 275면

## 같이 보기
| - 동풍신 - 아우내장터 만세운동 - 남해 3·1독립운동 (南海三一獨立運動) |           |
| Portal icon                                                          | 한국 포털 |
| Portal icon                                                          | 역사 포털 |